# Paulo Andrade
Paulo Roberto de Andrade Teixeira, ou apenas Paulo Andrade (São Paulo, 31 de janeiro de 1979) é um jornalista e narrador esportivo brasileiro. Atualmente, trabalha nos canais da Globo (TV Globo, SporTV e Premiere).

## Biografia
Após ter passagens como jogador de futebol nas categorias de base dos clubes Corinthians, Portuguesa, Juventus e América Futebol Clube (São José do Rio Preto), seu primeiro trabalho na área jornalística foi no canal por assinatura ABC-3, com sede em Santo André. Lá, em 1999, teve a primeira experiência como jornalista, narrando e apresentando programas ligados aos times do ABC Paulista.
Depois de passagens rápidas pelas emissoras TV Gazeta e RedeTV! entre 2001 e 2002, fez parte da equipe esportiva do SBT, em 2003, nas transmissões dos campeonatos Sul-Americano Sub-20, Torneio do Qatar Sub-23 e Paulista de futebol. Trabalhou por 4 meses ao lado de profissionais importantes, como Dirceu Maravilha, Elia Júnior, Zetti, entre outros.
Em outubro de 2003, Paulo Andrade recebeu de José Trajano o convite para fazer parte do canal por assinatura ESPN Brasil. Desde então, tem se destacado pela união de segurança, informações precisas, conhecimento e empolgação na medida certa em suas narrações. Sua especialidade é o futebol - no entanto, já demonstrou as qualidades citadas em outras modalidades nos anos de ESPN: Futsal, Tênis, Boxe, Handebol, Basquete etc. Como apresentador do canal, comandou o programa Linha de Passe, e eventualmente os programas Futebol no Mundo, Bate-Bola e SportsCenter.
Em 2004, transmitiu sua primeira Olimpíada, embora não tivesse viajado para o local das competições. Em 2006, ao contrário, esteve na Alemanha para narrar sua primeira Copa do Mundo de futebol. E 2007, foi a principal voz do canal nos jogos da Copa América vencida pela Seleção Brasileira.
Paulo Andrade obteve grande reconhecimento nas transmissões dos jogos do Campeonato Inglês, Espanhol e da UEFA Champions League, ao lado dos comentaristas Paulo Vinícius Coelho (hoje no SporTV), Mauro Cezar Pereira, Paulo Calçade e Mário Marra. Paulo já narrou cinco finais de UEFA Champions League, todas in loco, sendo as duas últimas em 3D. Ele se destaca por sua emoção nas narrações. Na Copa do Mundo de 2010, narrou vários jogos; entre eles, jogos importantes, como Alemanha 4 x 1 Inglaterra e Espanha 1 x 0 Alemanha.
Em 2015 foi nomeado no livro "Os Mestres do Espetáculo", sobre os maiores narradores esportivos da história do rádio brasileiro como o futuro da narração esportiva brasileira. 
Em 5 de março de 2024, o jornalista Flávio Ricco informou em sua coluna no R7 que Paulo aceitou uma proposta da Globo para se juntar a sua equipe de narradores em TV aberta e fechada, deixando a ESPN após 20 anos. Ele foi anunciado oficialmente pela emissora no mesmo dia.

## Prêmios
| Ano  | Prêmio                                                                     | Categoria                  | Resultado | Ref.  |
| ---- | -------------------------------------------------------------------------- | -------------------------- | --------- | ----- |
| 2014 | Troféu ACEESP (Associação dos Cronistas Esportivos do Estado de São Paulo) | Narrador de TV             | Indicado  | [ 5 ] |
| 2015 | Troféu ACEESP (Associação dos Cronistas Esportivos do Estado de São Paulo) | Narrador TV por assinatura | Indicado  | [ 6 ] |
| 2016 | Troféu ACEESP (Associação dos Cronistas Esportivos do Estado de São Paulo) | Narrador TV por assinatura | Indicado  | [ 7 ] |
| 2017 | Troféu ACEESP (Associação dos Cronistas Esportivos do Estado de São Paulo) | Narrador de TV             | Indicado  | [ 8 ] |
| 2021 | Prêmio Comunique-se                                                        | Locutor Esportivo          | Indicado  | [ 9 ] |